# Kramsvogel
De kramsvogel (Turdus pilaris) is een zangvogel uit de familie lijsters (Turdidae). Het is een trekvogel die leeft in grote groepen. 's Zomers broedt de kramsvogel in kolonies in het noorden van Europa en in Azië, waar hij zich vooral voedt met allerlei ongewervelden. Het winterkwartier bevindt zich in de zuidelijkere delen van Europa en Azië en in Noord-Afrika. Hier voedt hij zich voornamelijk met vruchten en zaden.
De kramsvogel werd voor het eerst wetenschappelijk beschreven door Carl Linnaeus, in zijn Systema naturae in 1758. Hij publiceerde de vogel onder de wetenschappelijke naam Turdus pilaris, de naam die nog steeds wordt gehanteerd. Er zijn geen ondersoorten beschreven.

## Kenmerken
De kramsvogel heeft de typische lichaamsbouw van de meeste echte lijsters; hij is gedrongen, heeft relatief forse poten en een stevige, dolkvormige snavel. De lichaamslengte van een volwassen vogel bedraagt zo'n 25 centimeter en de vleugelspanwijdte 39 tot 42 centimeter.
De kramsvogel onderscheidt zich van andere lijsters door zijn karakteristieke verenkleed. Deze is bij het mannetje en het vrouwtje vrijwel identiek. Het voorhoofd, de kruin, de nek en de oordekveren zijn duifgrijs gekleurd. Elke veer op de kruin en het voorhoofd heeft een centrale bruinzwarte streep, die bij het mannetje iets breder is. Het gebied onder de ogen en op de teugel (tussen de ogen en de snavel) is zwart gekleurd. Boven de ogen heeft de kramsvogel vage lichte streepjes. De lichtgekleurde borst is opvallend bruinzwart gespikkeld en gestreept. De kleur van de borst verloopt van gelig op de bovenborst tot wit naar de buik. Bij het vrouwtje is de borst lichter gekleurd en heeft deze minder en kleinere vlekken en strepen.

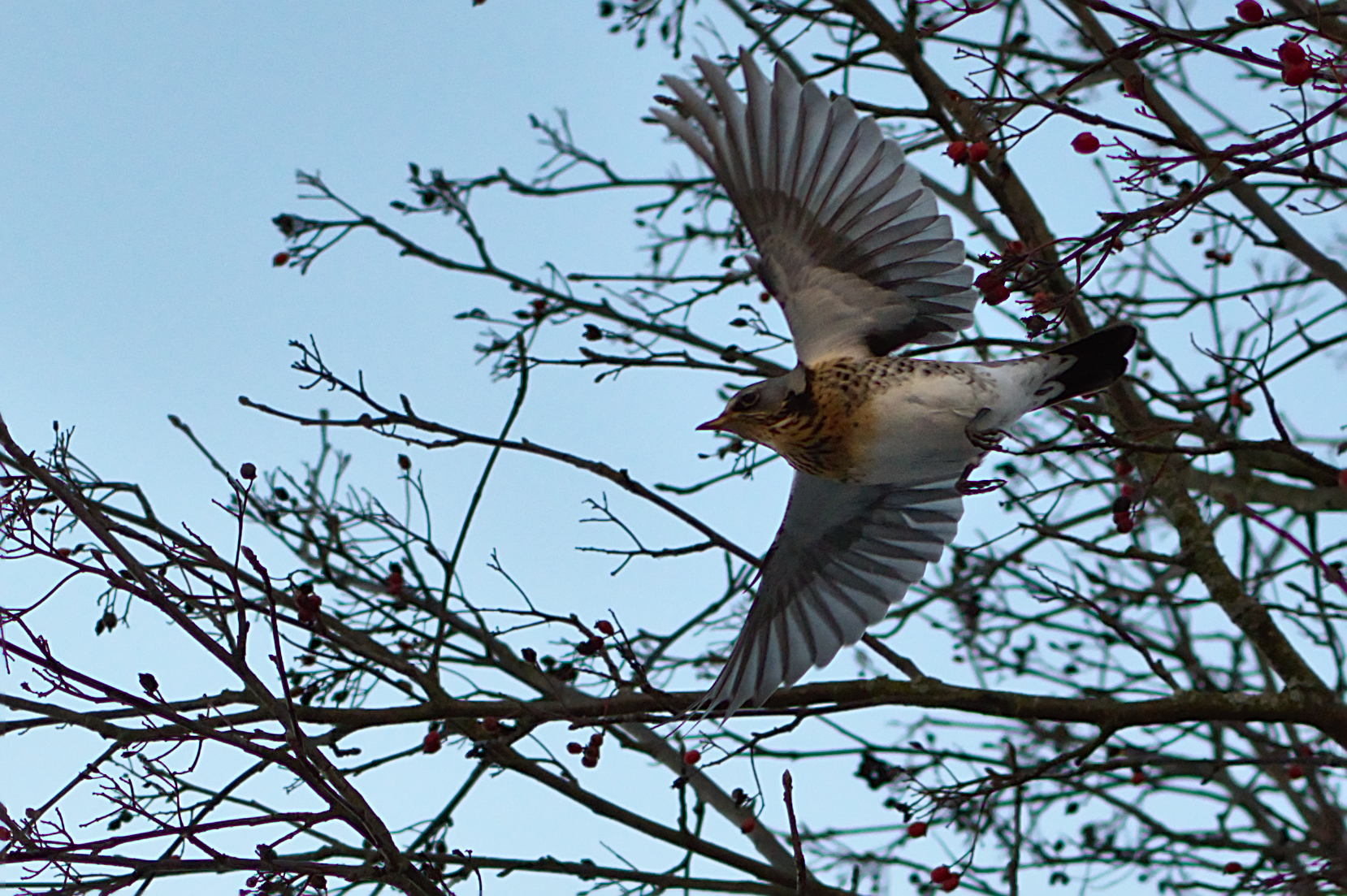
In de vlucht is de witte tekening onder de vleugels goed te zien

De bovenzijde van de romp en de stuit is net als de kop duifgrijs gekleurd. De veertien bruinzwarte staartpennen hebben elk een puntig, grijzig uiteinde. De buitenste twee veren zijn wat korter, waardoor de staart een ronde vorm heeft. De slagpennen zijn bruinzwart. De dekveren op de schouders en de mantel zijn donker kastanjebruin, met donkere centrale strepen en lichte uiteinden. Bij het vrouwtje zijn deze dekveren bruiner gekleurd dan bij het mannetje. Aan de onderzijde van de vleugels en onder de schouders zijn de dekveren wit.
De irissen van een volwassen kramsvogel zijn donkerbruin gekleurd. De forse snavel is 's winters bij beide geslachten oranjegeel gekleurd, met bruinzwarte uiteinden en een wat donkerder bovensnavel. In de zomer blijft de snavel bij het vrouwtje gelijk, maar die van het mannetje wordt geel.

## Leefwijze

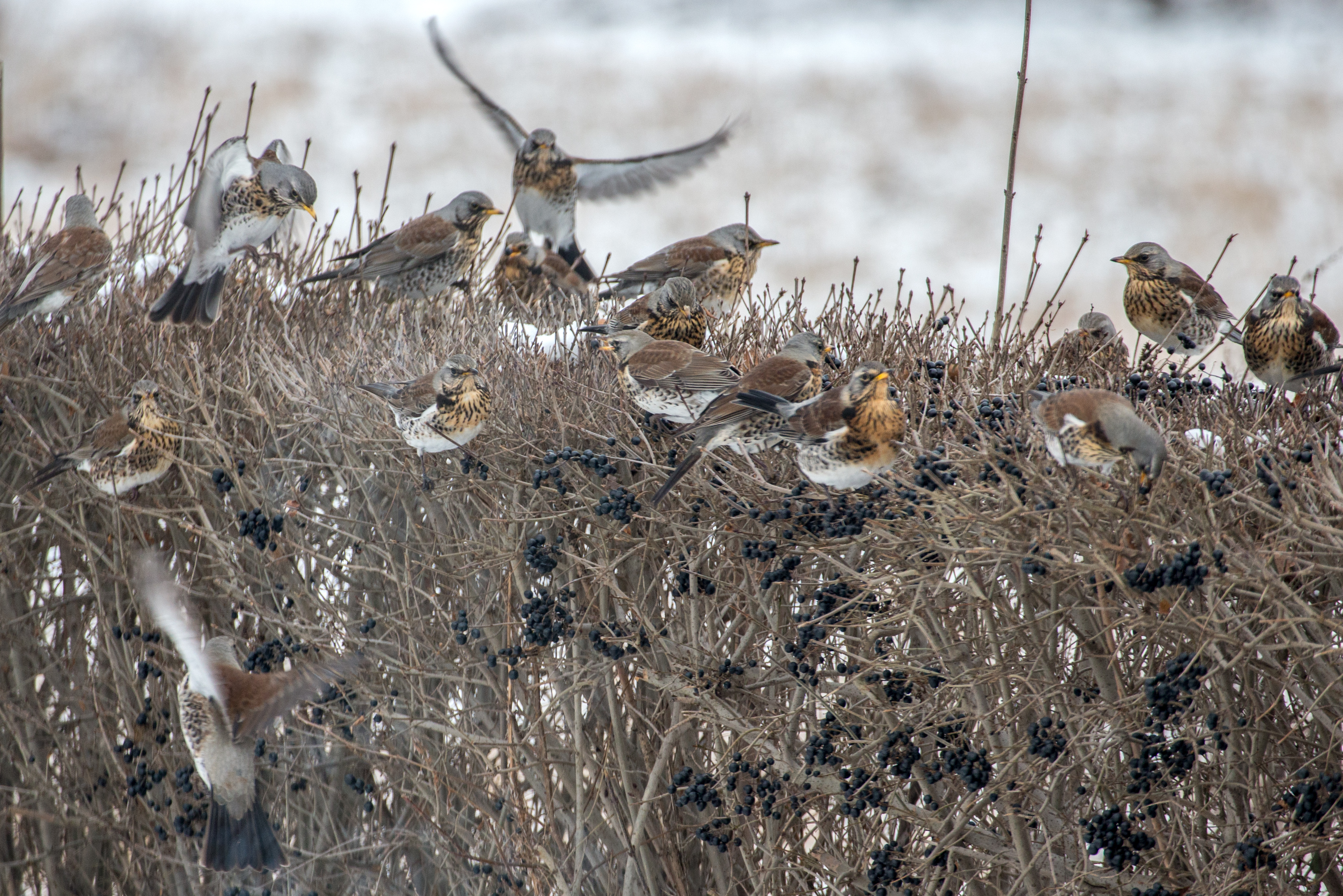
De kramsvogel leeft doorgaand in grote groepen

In tegenstelling tot de meeste lijsters leeft de kramsvogel vrijwel altijd in groepsverband. Wanneer kramsvogels in een boom rusten, maken ze kakelende geluiden. Vaak kijken alle vogels daarbij in dezelfde richting. De kramsvogels roesten meestal gezamenlijk op de grond, maar ook in dichtbegroeide struiken. Met name in het winterkwartier zijn kramsvogels schuw en snel verstoord. Tijdens het broedseizoen is de kramsvogel aanzienlijk lawaaieriger en vrijpostiger. De vlucht van de kramsvogel is langzaam en in een rechte lijn. Hij gebruikt krachtige vleugelslagen en vouwt regelmatig zijn vleugels in om ze zeer kort daarna weer uit te slaan.

### Voedsel

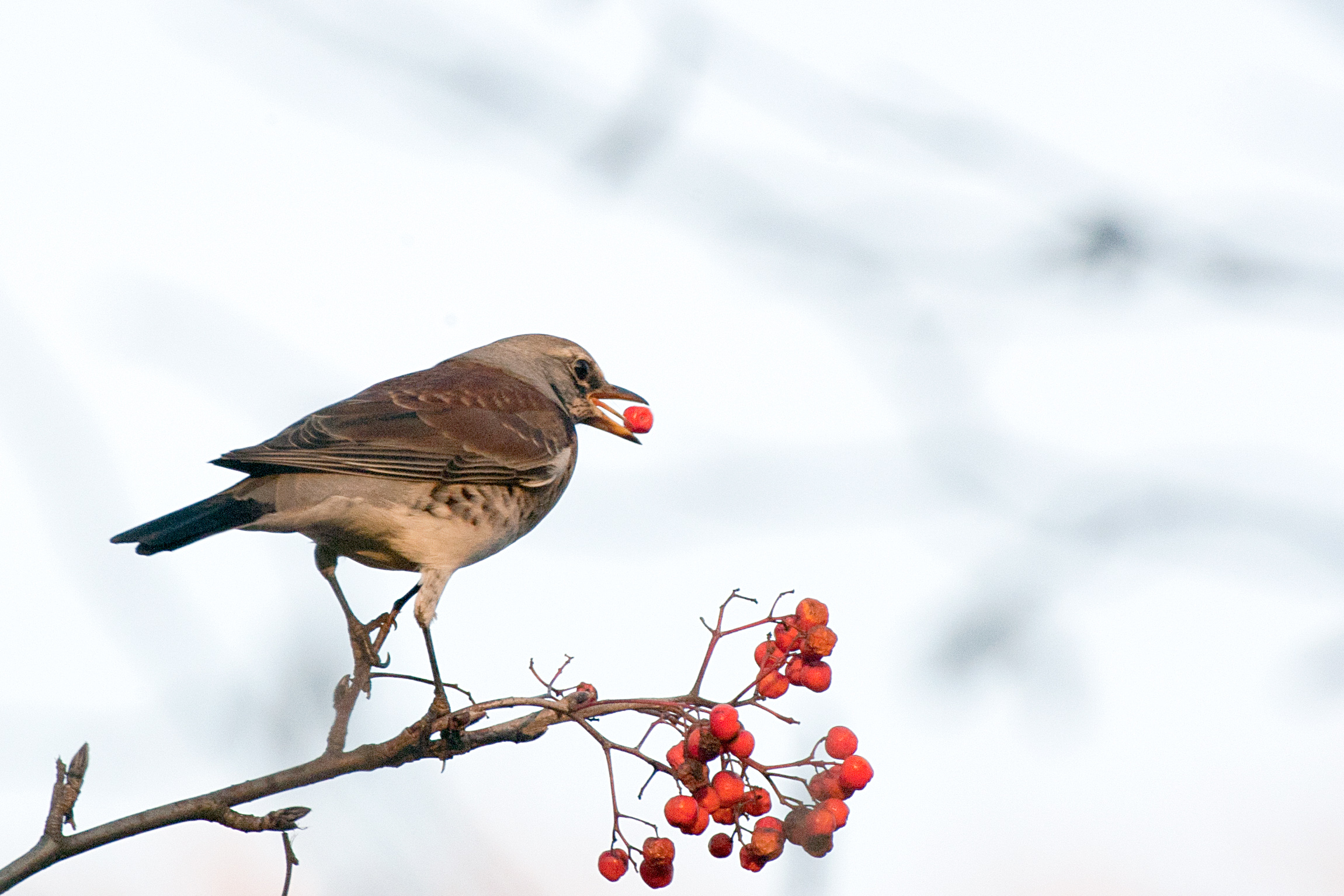
De kramsvogel voedt zich 's winters vooral met vruchten

Tijdens het foerageren worden kramsvogels vaak vergezeld door koperwieken (Turdus iliacus). De kramsvogel zoekt zijn voedsel voornamelijk in struiken op open terreinen of hoog in de bomen. Een foeragerende groep beweegt zich tegen de wind in en elke vogel pauzeert regelmatig om in opgerichte houding de omgeving af te speuren. Bij verstoring vliegt de hele groep met de wind mee om elders voedsel te vinden.
De kramsvogel is omnivoor. 's Zomers voedt hij zich vooral met dierlijk voedsel, waaronder slakken, naaktslakken, wormen, spinnen en insecten, zoals kevers, keverlarven, vliegen en sprinkhanen. Wanneer in de herfst de bessen rijpen, vormen deze het hoofdvoedsel van de kramsvogel. Dit zijn bijvoorbeeld lijsterbessen, jeneverbessen en de vruchten van de vuurdoorn, meidoorn, hondsroos, venijnboom, hulst en dwergmispel. Later in de winter worden ook gevallen appels, koolrapen, graan en zaden gegeten. Bij voedselschaarste zoeken groepen kramsvogels soms moerassen of de kustlijn op, om zich hier te voeden met weekdieren.

### Communicatie
De kramsvogel laat in de vlucht een luid tsjak tsjak tsjak horen. Wanneer hij zich in groepen in een boom ophoudt, laat hij hetzelfde geluid horen, maar dan zachter. Bij agressie of verstoring gebruikt de kramsvogel een verscheidenheid aan alarmgeluiden horen, welke sterk lijken op die van de grote lijster (Turdus viscivorous).
In het broedseizoen zingt het mannetje zachtjes een mengeling van geluiden, zowel in de vlucht als vanaf zijn zitplaats. Hiertoe behoren merelachtige zanggeluiden, maar ook fluittonen, keelklanken en de kenmerkende tsjak-roep. Een ingetogener versie van deze zang wordt ook wel gezongen wanneer een groep kramsvogels tezamen roesten.

## Voortplanting en ontwikkeling
Het broedseizoen verschilt per breedtegraad. Hoe hoger in het noorden in het noorden, hoe later de broedtijd aanvangt. In Polen begint de broedperiode in mei, terwijl deze in Scandinavië pas begin juli aanvangt. Alleen het vrouwtje bouwt het nest. Deze is vaak duidelijk zichtbaar in de omgeving. Het nest wordt vaak in een bos gebouwd, maar ook in struikhagen, tuinen, gebouwen, tussen stenen of gestapeld hout of zelfs op de grond. Meestal bevinden de nesten van kramsvogels zich dicht op elkaar, zodat predatoren sneller kunnen worden opgemerkt. De kramsvogel verdedigt zijn nest op agressieve wijze. Roofvogels en kraaiachtigen worden bestookt met modder en uitwerpselen, waardoor deze moeilijker kunnen vliegen. Er is waargenomen dat haviken een dermate dikke laag op hun verenkleed hadden dat ze niet meer konden jagen.
Het komvormige nest wordt gebouwd van droog gras en onkruid, een aantal takken en wat mos. De buitenkant wordt verstevigd met modder en de binnenzijde met grassprieten. Het legsel bestaat meestal uit vijf of zes eieren, maar aantallen tussen de drie en acht komen ook voor. De eieren zijn variabel van kleur en afmeting. Blauwachtig grijze eieren met kleine bruine vlekken komen veel voor en lijken sterk op die van de merel. De eieren kunnen echter ook groen of helderblauw zijn, met of zonder vlekken. Ook deze vlekken variëren in kleur en grootte. De afmeting van het ei varieert van 28,8 bij 20,9 millimeter tot 33,5 bij 23,4 millimeter.
Meestal broedt alleen het vrouwtje de eieren uit. Zij begint hiermee wanneer het laatste ei is gelegd. De broedtijd duurt dertien à veertien dagen. De jongen zijn nestblijvers en worden door beide ouders verzorgd. Gewoonlijk verlaat een juveniel het nest na veertien tot zestien dagen. Aanvankelijk is hij doffer gekleurd dan een volwassen vogel. Na de eerste rui in de herfst krijgt de jonge vogel zijn volwassen verenkleed. Soms volgt in de broedperiode een tweede broedsel, vooral in de zuidelijke gedeeltes van het broedgebied.

## Verspreiding
Het verspreidingsgebied van de kramsvogel beslaat een groot deel van het Palearctisch gebied. In oktober en november trekken de meeste kramsvogels naar het zuiden en in april en mei keren ze terug naar hun broedgebied in het noorden. Enkele kramsvogels zijn standvogels en blijven het gehele jaar door in hetzelfde gebied.
Het broedgebied van de westelijke populaties bevindt zich in Noord-Noorwegen, Noord-Zweden, Finland, België, Duitsland, Zwitserland, Oostenrijk, Tsjechië, Slowakije, Hongarije en Polen. Ook is de kramsvogel broedend aangetroffen in warmere delen van Europa, zoals Zuidoost-Frankrijk en Noord-Italië. De oostelijke populaties broeden voornamelijk in Siberië. Hier komt hij richting het oosten voor tot in Transbaikal, de rivier de Aldan en de bergen van Tiensjan in het noordwesten van China.
Voor de overwinteringsperiode trekt de kramsvogel gewoonlijk naar warmere regio's. Westelijke populaties trekken naar West- en Zuid-Europa en Noord-Afrika. In het Middellandse Zeegebied is de kramsvogel echter zeldzaam. Oostelijke populaties migreren naar Anatolië, Israël, Iran en het noordwesten van India. De kramsvogel is als dwaalgast aangetroffen in IJsland, Groenland, Spitsbergen, de Canarische Eilanden, de Balearen, Madeira, Corsica, Sardinië, Sicilië, Malta en Cyprus.

### Habitat
Buiten de broedperiode houdt de kramsvogel er een nomadische levenswijze op na en houdt zich overal op waar er genoeg bessen en insecten te vinden zijn. In het broedgebied bezoekt de kramsvogel vooral bosrijke gebieden met berken, elzen, dennen, sparren en zilversparren. Meestal verblijft hij in de buurt van moerassen, heides en andere open terreinen. De kramsvogel houdt zich ook regelmatig op in de nabijheid van mensen en bezoekt gecultiveerde gebieden, boomgaarden, parken en tuinen. Ook leeft de kramsvogel in toendras en berghellingen boven de boomgrens. In het winterkwartier bezoekt de kramsvogel gelijksoortige open gebieden.

### Beschermingsstatus
Het verspreidingsgebied van de kramsvogel wordt geschat op tien miljoen vierkante kilometer. De grootte van de populatie in Europa is in 2015 geschat op 28 tot 57 miljoen individuele vogels. De wereldpopulatie wordt geschat op 70-145 miljoen volwassen vogels en de trend lijkt stabiel te zijn. Derhalve is de status van de kramsvogel als 'Niet Bedreigd' (LC of Least Concern) geklasseerd op de Rode Lijst van de IUCN.

#### België en Nederland
In België en Nederland is de kramsvogel een talrijke wintervogel. Ze worden voornamelijk in open terreinen aangetroffen, vaak samen met andere vogels zoals koperwieken, spreeuwen en kieviten. Als broedvogel komt de kramsvogel vooral in België voor. In 1967 broedde het eerste paar in België, en rond 1983 bevonden zich al ruim 10.000 broedparen in Wallonië. In Nederland werd in 1976 voor het eerst broedende kramsvogels waargenomen. In 1983 bevonden zich zo'n vijfhonderd broedparen in Limburg. In 1986 steeg de kolonisatie van Nederland tot een hoogtepunt met 800 broedparen, ook in andere delen van het land. Daarna nam het om onduidelijke redenen snel af en is de kramsvogel als broedvogel bijna weer verdwenen uit Nederland. In 2018-2020 waren er nog slechts 10-25 broedparen over. De kramsvogel staat sinds 2004 als 'Gevoelig' op de  Nederlandse rode lijst. De soort staat als 'Ernstig bedreigd' op de Vlaamse rode lijst.

## Video
- Kramsvogel gefilmd op Texel, Nederland